# Statue-menhir du Moulin de Loat
La statue-menhir du Moulin de Loat est une statue-menhir appartenant au groupe rouergat découverte à Murat-sur-Vèbre, dans le département du Tarn en France.

## Description
Elle a été découverte en 2003 par Mme Féliu au Moulin de Loat à proximité d'un ruisseau. La statue est complète. Elle a été gravée sur une dalle de rhyolite dont le site d'extraction le plus proche est situé à environ 5 km. Elle mesure 2 m de hauteur sur 0,95 m de largeur et 0,20 m d'épaisseur.
La statue est extrêmement usée, les gravures sont pratiquement totalement effacées et ne sont plus visibles qu'en lumière rasante. Il n'en demeure que le bras gauche, les jambes accolées et une partie de la ceinture comportant une boucle rectangulaire, ce qui indique qu'il s'agit probablement d'une statue masculine.
La statue est conservée chez son propriétaire. La statue-menhir est inscrite monument historique au titre d'objet depuis le 30 octobre 2019.